# Аюші
А́юші (* 1858 — † 1939) — діяч монгольського національно-визвольного руху. Член Монгольської народно-революційної партії.
Аюші керував антифеодальними й антиколоніальними виступами аратів-кріпаків у 1903—1906 роках, брав активну участь у русі за незалежність Зовнішньої Монголії (1911), в народній революції (1921) і в будівництві Монгольської Народної Республіки.